# Kingston (żeglarstwo)

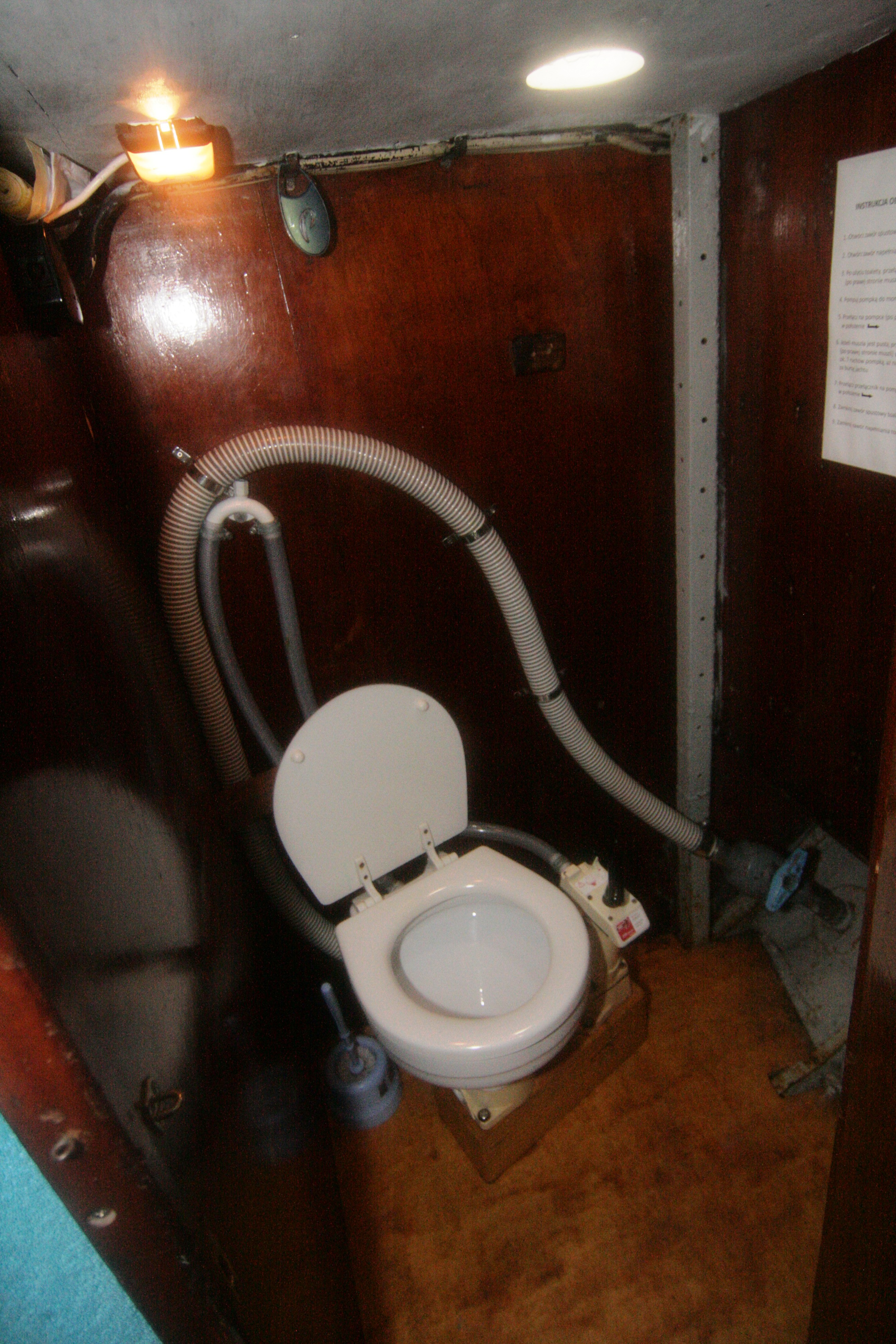
Kingston na s/y Bies

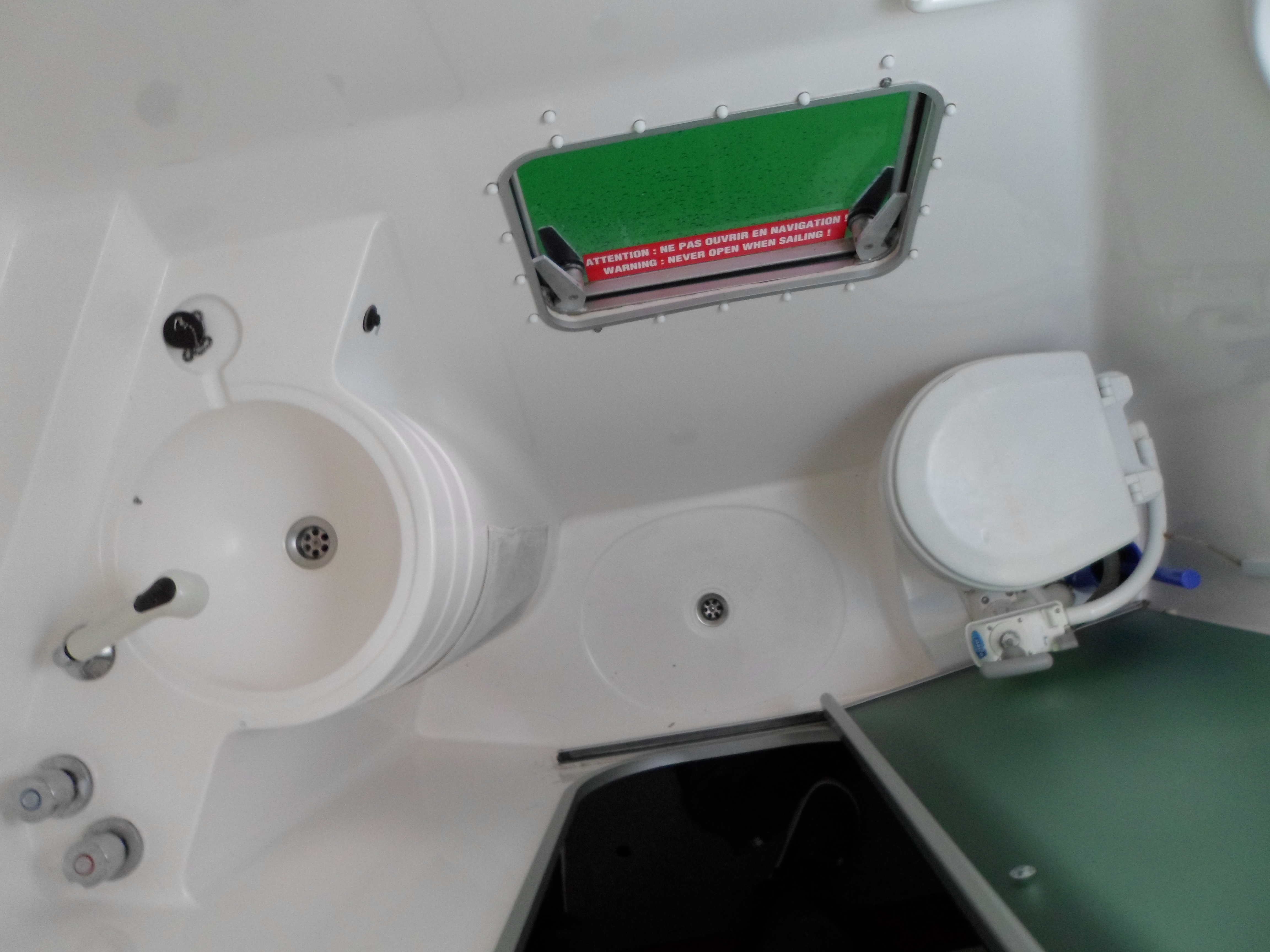
Pomieszczenie jednego z kingstonów na katamaranie Athena 38

Kingston – pokładowa toaleta na jednostce pływającej. Nazwa pochodzi od otworu w dnie kadłuba służącego do wprowadzania wody do wnętrza jednostki. Kingston może mieć prostą konstrukcję i składać się tylko z miski klozetowej, bądź bardziej skomplikowaną z systemem pomp pobierających wodę zaburtową, a następnie odpompowujących nieczystości na zewnątrz. Obsługa kingstona wymaga przeszkolenia załogi, ponieważ niewłaściwa obsługa może powodować problemy podczas żeglugi w ciężkich warunkach. Często w obecnie produkowanych jachtach występuje pośredni zbiornik na fekalia, gdyż w większości marin nie można wyprowadzać nieczystości za burtę.
Na dużych jednostkach kingstonem nazywany jest cały przedział, w którym umieszczone mogą być umywalka, toaleta oraz prysznic.